# IHF Super Globe 2012
Der 6. IHF Super Globe wurde vom 27. August bis zum 1. September 2012 in Doha (Katar) ausgetragen. Die Vorrunde fand vom 27. bis 29. August statt, die Platzierungsspiele und Finale waren am 1. September. Sieger des Turniers war BM Atlético Madrid.

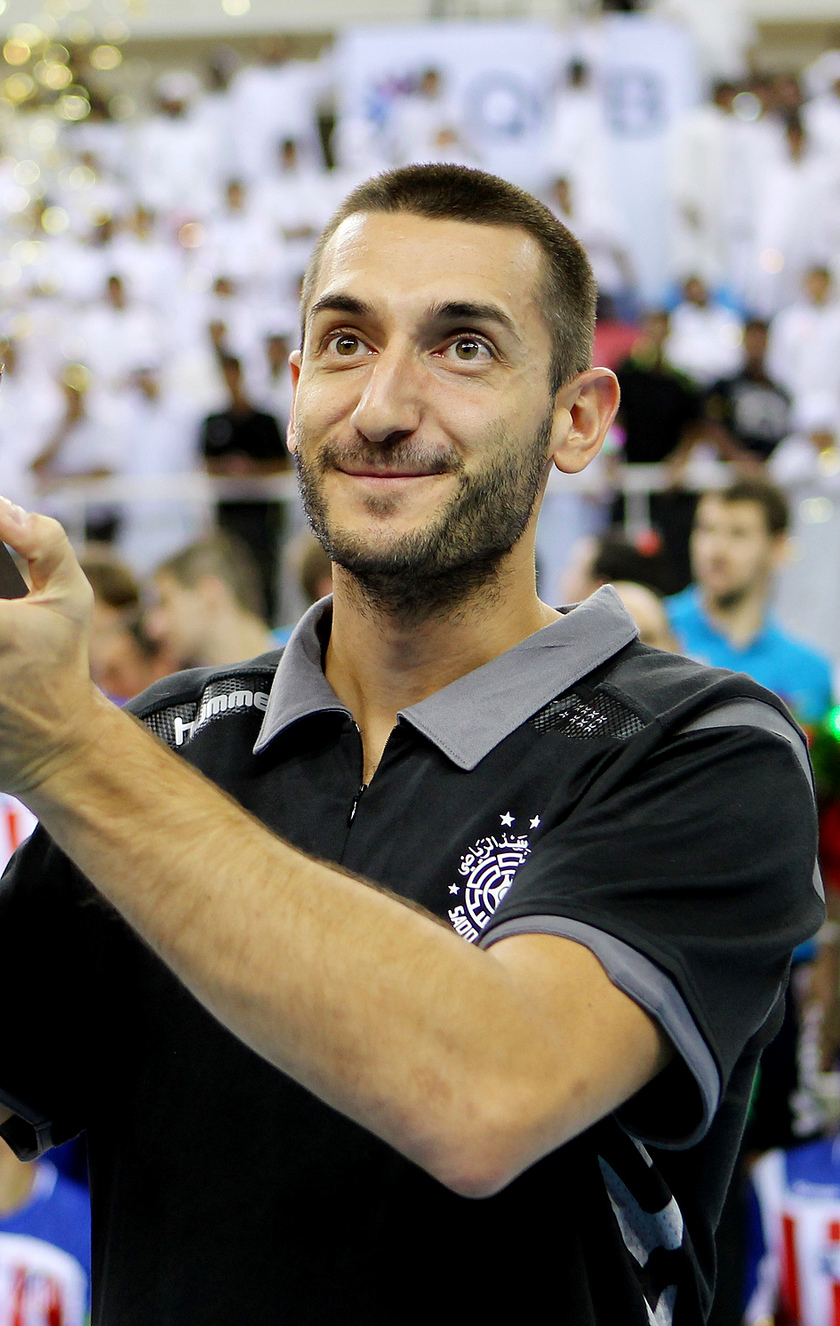
Dragan Gajič mit der Auszeichnung als bester Spieler des Turniers

## Austragungsort
Alle Spiele wurden in der Al-Gharafa Sports Hall in Katars Hauptstadt Doha ausgetragen.

## Vorrunde

### Gruppe A
| Rang | Team                   | Sp. | S | U | N | T  | GT | Diff. | Pkt.  |
| ---- | ---------------------- | --- | - | - | - | -- | -- | ----- | ----- |
| 1.   | BM Atlético Madrid     | 3   | 3 | 0 | 0 | 91 | 75 | + 16  | 6 : 0 |
| 2.   | al Zamalek SC          | 3   | 2 | 0 | 1 | 85 | 77 | + 08  | 4 : 2 |
| 3.   | al-Jaish SC            | 3   | 1 | 0 | 2 | 77 | 82 | − 05  | 2 : 4 |
| 4.   | Metodista São Bernardo | 3   | 0 | 0 | 3 | 78 | 97 | − 19  | 0 : 6 |

| 27. August 2012, Mo. 15:00 Uhr | 500 Zuschauer Spielbericht   | al Zamalek SC Hussein 7           | 33 : 24 (12 : 14) | Metodista São Bernardo Castillo 6 |
| 27. August 2012, Mo. 17:00 Uhr | 1.000 Zuschauer Spielbericht | BM Atlético Madrid Lazarov 7      | 28 : 23 (11 : 13) | al-Jaish SC Dolenec 6             |
| 28. August 2012, Di. 14:00 Uhr | 300 Zuschauer Spielbericht   | Metodista São Bernardo Castillo 6 | 27 : 34 (16 : 16) | BM Atlético Madrid Jurkiewicz 6   |
| 28. August 2012, Di. 20:00 Uhr | 500 Zuschauer Spielbericht   | al-Jaish SC Horvat 7              | 24 : 27 (12 : 12) | al Zamalek SC Zaky 6              |
| 29. August 2012, Mi. 16:00 Uhr | 500 Zuschauer Spielbericht   | BM Atlético Madrid Lazarov 7      | 29 : 25 (12 : 15) | al Zamalek SC Al Ahmar 11         |
| 29. August 2012, Mi. 20:00 Uhr | 1.000 Zuschauer Spielbericht | al-Jaish SC Manojlović 7          | 30 : 27 (15 : 13) | Metodista São Bernardo Chiuffa 11 |

### Gruppe B
| Rang | Team                 | Sp. | S | U | N | T   | GT  | Diff. | Pkt.  |
| ---- | -------------------- | --- | - | - | - | --- | --- | ----- | ----- |
| 1.   | THW Kiel             | 3   | 3 | 0 | 0 | 111 | 70  | + 41  | 6 : 0 |
| 2.   | al-Sadd Sports Club  | 3   | 2 | 0 | 1 | 93  | 85  | + 08  | 4 : 2 |
| 3.   | Mudhar Club          | 3   | 1 | 0 | 2 | 94  | 103 | − 09  | 2 : 4 |
| 4.   | Sydney University HC | 3   | 0 | 0 | 3 | 65  | 106 | − 41  | 0 : 6 |

| 27. August 2012, Mo. 13:00 Uhr | -.--- Zuschauer Spielbericht | Mudhar Bannour 7                 | 32 : 27 (15 : 12) | Sydney University HC Liorente Liamazares 8 |
| 27. August 2012, Mo. 19:45 Uhr | 1.000 Zuschauer Spielbericht | THW Kiel Vujin 7                 | 29 : 26 0(9 : 16) | al-Sadd Sports Club Gajič 8                |
| 28. August 2012, Di. 16:00 Uhr | 300 Zuschauer Spielbericht   | Sydney University HC Szklarski 5 | 13 : 40 0(7 : 21) | THW Kiel Hansen 8                          |
| 28. August 2012, Di. 18:00 Uhr | 1.000 Zuschauer Spielbericht | al-Sadd Sports Club Gajič 10     | 34 : 31 (15 : 17) | Mudhar Jallouz 8                           |
| 29. August 2012, Mi. 14:00 Uhr | 400 Zuschauer Spielbericht   | THW Kiel Sigurðsson 8            | 42 : 31 (20 : 14) | Mudhar Jallouz 8                           |
| 29. August 2012, Mi. 18:00 Uhr | 800 Zuschauer Spielbericht   | al-Sadd Sports Club Gajič 7      | 34 : 25 (17 : 10) | Sydney University HC Liorente Liamazares 5 |

## Finalspiele

### Halbfinale
Das Halbfinale fand am 31. August 2012 statt. Der Gewinner jeder Partie zog in das Finale des Super Globe 2012 ein.
| 31. August 2012, Fr. 18:30 Uhr | 1.000 Zuschauer Spielbericht | al-Sadd Sports Club Issam Tej 7 | 32 : 33 (19 : 18) | BM Atlético Madrid Lazarov 7 |
| 31. August 2012, Fr. 20:30 Uhr | 1.000 Zuschauer Spielbericht | THW Kiel Patrick Wiencek 6      | 34 : 24 (16 : 12) | al Zalamek SC Hussein Zaky 8 |

### Finale
Das Finale fand am 1. September 2012 statt. Der Gewinner der Partie war Sieger des Super Globe 2012.
| 1. September 2012, Sa. 17:00 Uhr | 2.000 Zuschauer Spielbericht | BM Atlético Madrid Jurkiewicz 5 | 28 : 23 (13 : 13) | THW Kiel Ahlm, Jícha 7 |

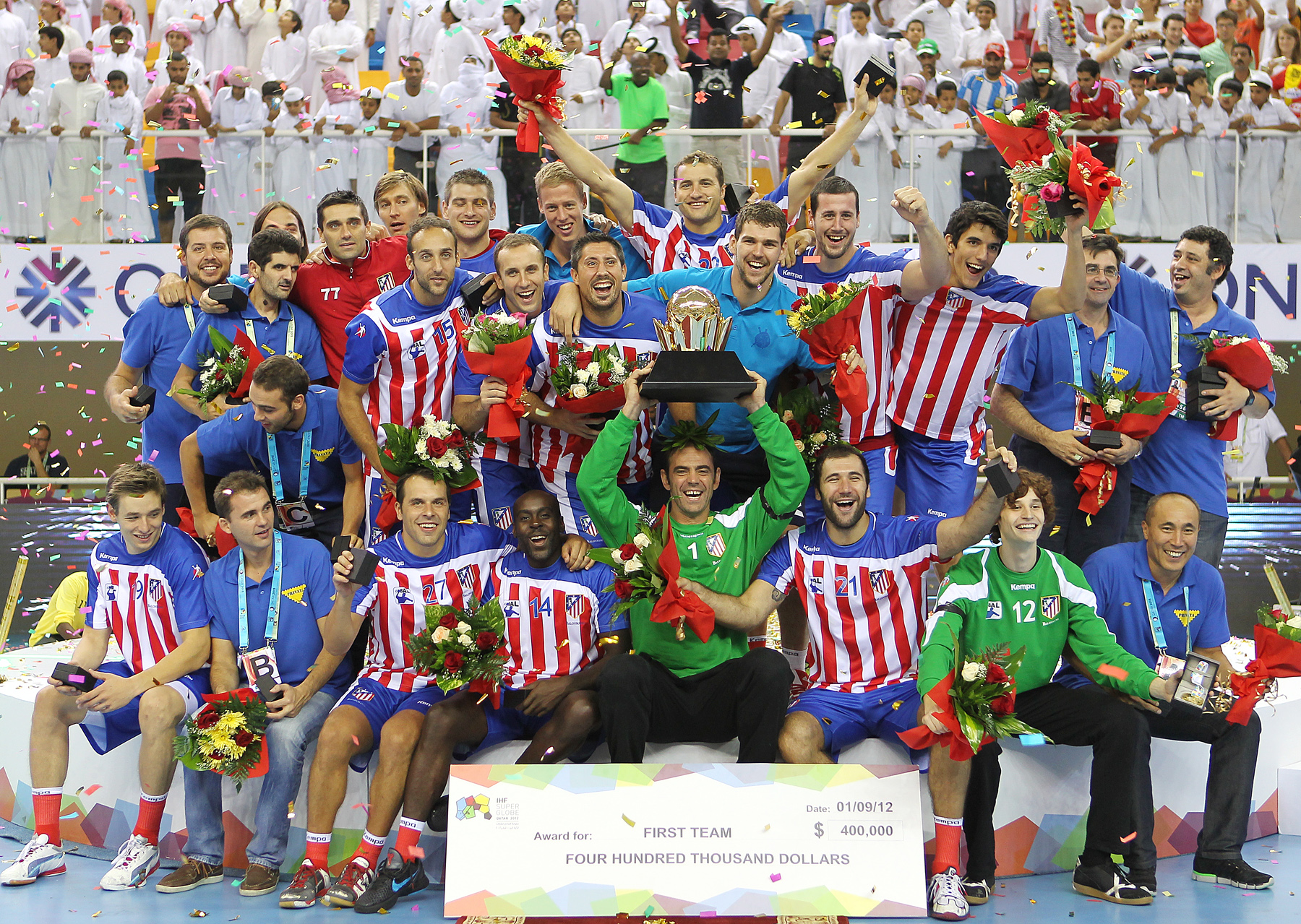
BM Atlético Madrid feiert seinen ersten Sieg beim IHF Super Globe

BM Atlético Madrid: Hombrados, Díez – Jurkiewicz  (5), Cañellas (4), Masachs (4/1), Lazarov (4/2), Ferrer  (3), Aguinagalde   (3), Barachet  (3), Källman  (1), Romero Rodriguez  (1), Sánchez, Fernández, Davis, Parrondo 
THW Kiel: Omeyer, Palicka – Ahlm   (7), Jícha (7/2), Vujin (5/2), Hansen   (2), Ilić (2), Sigurðsson (1), Sprenger  (1), Wiencek  (1), Zeitz  , Narcisse, Klein

## Platzierungsspiele
Die Platzierungsspiele fanden am 9. August 2012 statt.

### Playoff Platz 5–7
| 31. August 2012, Fr. 14:30 Uhr | 500 Zuschauer Spielbericht | Metodista São Bernardo Freitas, Castillo 7 | 34 : 31 (21 : 15) | Mudhar Club Bannour 13           |
| 31. August 2012, Fr. 16:30 Uhr | 700 Zuschauer Spielbericht | al-Jaish SC Khedher 9                      | 33 : 25 (18 : 09) | Sydney University HC Szklarski 5 |

### Spiel um Platz 7
| 1. September 2012, Sa. 11:00 Uhr | 500 Zuschauer Spielbericht | Mudhar Club Bannour 14 | 34 : 21 (17 : 11) | Sydney University HC Szklarski 8 |

### Spiel um Platz 5
| 1. September 2012, Sa. 13:00 Uhr | 700 Zuschauer Spielbericht | Metodista São Bernardo Cruz 7 | 23 : 31 (13 : 15) | al-Jaish SC Amine Khedher 5 |

### Spiel um Platz 3
| 1. September 2012, Sa. 15:00 Uhr | 1.200 Zuschauer Spielbericht | al-Sadd Sports Club Gajič 9 | 32 : 26 (16 : 11) | al Zamalek SC Al Ahmar 10 |

## Abschlussplatzierung
| Rang   | Team                   | Sp. | S | U | N | Tore    | Diff. |
| ------ | ---------------------- | --- | - | - | - | ------- | ----- |
| Gold   | BM Atlético Madrid     | 5   | 5 | 0 | 0 | 152:130 | +22   |
| Silber | THW Kiel               | 5   | 4 | 0 | 1 | 168:122 | +46   |
| Bronze | al-Sadd Sports Club    | 5   | 3 | 0 | 2 | 158:144 | +14   |
| 04.    | al Zamalek SC          | 5   | 2 | 0 | 3 | 135:143 | −08   |
| 05.    | al-Jaish SC            | 5   | 3 | 0 | 2 | 141:130 | +11   |
| 06.    | Metodista São Bernardo | 5   | 1 | 0 | 4 | 135:159 | −24   |
| 07.    | Mudhar Club            | 5   | 2 | 0 | 3 | 159:158 | +01   |
| 08.    | Sydney University HC   | 5   | 0 | 0 | 5 | 111:173 | −62   |